# فيسنت بيدور
فيسنت بيدور (بالفرنسية: Vincent Beduer)‏ (17 مارس 1987 في فرنسا - ) هو لاعب كرة قدم فرنسي في مركز الدفاع. لعب مع نادي بايون ونادي مولان ونادي مونبلييه.

## وصلات خارجية
- فيسنت بيدور على موقع قاعدة بيانات كرة القدم.إي يو (الإنجليزية)